# Бервены (Кормянский район)
Бервены (бел. Бервяны) — упразднённая деревня в Коротьковском сельсовете Кормянского района Гомельской области Беларуси.
В связи с радиационным загрязнением после катастрофы на Чернобыльской АЭС жители (11 семей) переселены в чистые места.

## География

### Расположение
В 7 км на юго-восток от Кормы, в 62 км от железнодорожной станции Рогачёв (на линии Могилёв — Жлобин), в 117 км от Гомеля.

### Гидрография
На западе безымянный ручей (приток реки Добрич), на востоке (1,5 км) река Сож (приток реки Днепр).

## Транспортная сеть
Транспортные связи по просёлочной, затем автомобильной дороге Корма — Чечерск. Планировка состоит из прямолинейной меридиональной улицы, застроенной преимущественно односторонне деревянными домами усадебного типа.

## История
Основана в 1920-х годах на бывших помещичьих землях переселенцами из соседних деревень. В 1932 году жители вступили в колхоз. Согласно переписи 1959 года входила в состав совхоза «Кормянский» (центр — деревня Коротьки).

## Население

### Численность
- 1990-е — жители (11 семей) переселены.

### Динамика
- 1959 год — 79 жителей (согласно переписи).
- 1990-е — жители (11 семей) переселены.